# Franz Mittendorfer

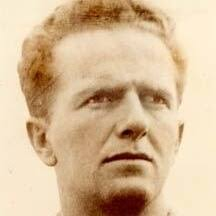
Franz Mittendorfer

Franz Mittendorfer (* 1. Juli 1909 in Eitzing; † 10. November 1942 in Wien) war ein österreichischer Arbeiter und Gegner des Nationalsozialismus.

## Familie und Arbeit
Er entstammte einer Arbeiterfamilie, Eltern: Franz und Aloisia, eines von insgesamt sieben Geschwisterkindern. Die Familie zog 1914 von Eitzing nach Ried. Als junger Mann zog er nach Linz, Anfang der 1930er Jahre nach Wien, verheiratet mit Angela (Ella) Fertner, das Paar blieb kinderlos.
Er machte eine Schneiderlehre, arbeitete zuerst als Schneidergehilfe, später auch als Bauernknecht, Leder- und Hilfsarbeiter; zuletzt, bis zu seiner Verhaftung, als Schlosser in der Lokomotivfabrik Floridsdorf in Wien.

## Politischer Hintergrund
Er wuchs in einem sozialdemokratischen Umfeld auf. So war er bei den Kinderfreunden, der Sozialistischen Arbeiterjugend, 1914–1934 Mitglied des Arbeiter–Turn– und Sportvereins und der Naturfreunde. 1928–1933 war er in der SDAPDÖ, Vorgängerin der Sozialdemokratischen Partei Österreichs, SPÖ; Wehrsportler im Republikanischen Schutzbund und Genosse der Freien Gewerkschaft; ab 1935, bis zu seinem Tod, Mitglied in der verbotenen Kommunistischen Partei, KPÖ, in der er neben Agitations- auch Leitungsaufgaben übernahm.

## Widerstand
Schon im austrofaschistischen Ständestaat leistete er Widerstand und wurde öfters verhaftet und verurteilt. 1934 nahm er an den bürgerkriegsähnlichen, bewaffneten Februarkämpfen in Wien teil.
Auch in der NS-Zeit, nach dem Anschluss 1938, war er weiterhin aktives Mitglied in verschiedenen betrieblichen Widerstandszellen, trat als Redner bei geheimen Treffen auf, schulte neue Mitglieder und pflegte Kontakt zu Emigranten, erledigte Kurierdienste innerhalb Österreichs und nach Tschechien zur Beschaffung und Verteilung von Propagandamaterial, Zeitschriften, Flugschriften; leitete eine zentrale Literaturstelle. 1938 mehrmals verhaftet, kam er immer wieder mangels Beweisen frei.

## Verhaftung und Ende
Am 10. Mai 1941 wurde er vorläufig verhaftet und blieb bis zum 11. September 1941 in Schutzhaft. Am 19. Februar 1942 wurde er endgültig verhaftet, am 27. August 1942 zusammen mit dem Gerbermeister Alfred Goldhammer und 13 weiteren Angeklagten (siehe Artikel Goldhammer) in einem Gruppenprozess wegen Vorbereitung zum Hochverrat zum Tode verurteilt und am 10. November 1942 im Landesgericht Wien unter dem Fallbeil geköpft.
In der Urteilsbegründung heißt es, er sei mit seinen Mitangeklagten darauf ausgewesen, „das deutsche Volk als den Träger und Pfeiler der abendländischen Kultur und mit ihm Europa zu versklaven und zu vernichten. Die Härte der Zeit, der jede Schonung von Staatsfeinden fremd sein muss, erfordert ihre Ausmerzung, wobei es auf den Unterschied des Umfanges und der Art der Betätigung nicht ankommt.“

## Gedenken und Erinnerung
- Gedenkstein mit Name und Sterbedatum über dem Massengrab der hingerichteten Widerstandskämpfer, Nationale Gedenkstätte, Zentralfriedhof Wien, Gruppe 40, Reihe 31, Nr. 46.
- Gedenktafel mit Name: Die Bezirksorganisation KPÖ-Landstraße enthüllte sie 1945 in ihrem Lokal (d. h.: Versammlungsraum), in Wien 3., Apostelgasse 36; heute im Lokal des Gewerkschaftlichen Linksblocks (GLB), in Wien 11., Hugogasse 8.[2]
- Gedenktafel mit Name, enthüllt 1988 von der Bezirksorganisation KPÖ-Donaustadt an der Fassade des Hauses, Wurmbrandgasse 17, Wien 22.[3]
- Gedenktafel mit Name in der Gedenkstätte für die Opfer der NS-Justiz, eingerichtet 1951 im ehemaligen Hinrichtungsraum, Landesgericht, Wien 8., Landesgerichtsstraße 11.[4]